# Milan Jesih
Milan Jesih (* 14. April 1950 in Ljubljana, Jugoslawien) ist ein slowenischer Dichter, Dramatiker und Übersetzer.

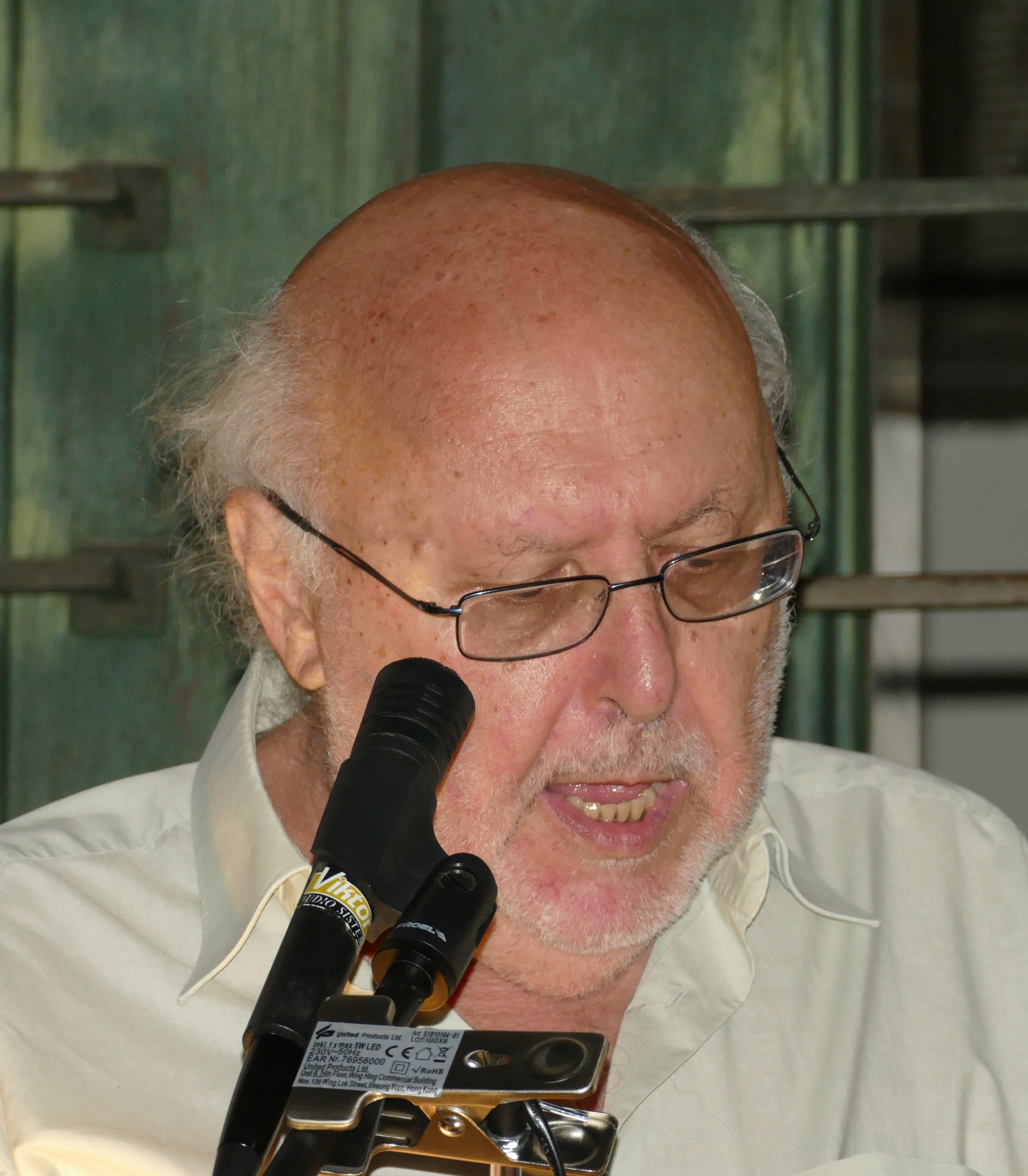
Milan Jesih

## Leben und Werk
Jesih studierte Vergleichende Literaturwissenschaft und Literaturtheorie an der Philosophischen Fakultät der Universität Ljubljana. Seit 1973 ist er freischaffender Künstler.
Seine Anfänge als Dichter gehen auf die Gruppe 443 zurück, im Rahmen derer er zusammen mit Dušan Jovanović das Theater Pupilija Ferkeverk gründete und szenische Lyriklesungen inszenierte. Seine ludistisch geprägte Gedichtsammlung Uran v urinu, gospodar! („Uran im Urin, Herr!“, 1972) gilt als eine der wichtigsten slowenischen modernistischen Lyrikbände. Jesih ist Autor mehrerer Gedichtbände, für die er zahlreiche renommierte Auszeichnungen erhalten hat. Im Folgenden entfernte er sich vom Ludismus und wurde vor allem für seine zeitgenössischen Sonnette bekannt. Für seine Lyrik erhielt er zahlreiche renommierte Auszeichnungen, allen voran 2002 den Prešeren-Preis für sein dichterisches Opus.
Jesih ist außerdem Autor zahlreicher Theaterstücke und Hörspiele. Er ist zudem als Übersetzer von Theaterstücken tätig und übersetzte zahlreiche Klassiker ins Slowenische (z. B. Shakespeare, Čehov, Gogol, Bulgakow und Kleist).
Jesih ist Mitglied des Slowenischen Schriftstellerverbands und seit 2019 außerordentliches Mitglied der Slowenischen Akademie der Wissenschaften und Künste.

## Deutschsprachige Hörspiele (Auswahl)
- 1986: Koloratur – Übersetzung: Peter Scherber; Regie: Rosanda Sajko (Hörspiel – NDR)[4]

## Auszeichnungen
- Preis des Prešeren-Fonds 1986
- Jenko-Preis 1991 und 2001
- Sovre-Preis 1992
- Veronika-Preis 2001
- Prešeren-Preis 2002
- Velenjica-čaša nesmrtnosti 2011
- Kritiško-sito-Preis 2018
- Zlatnik poezije 2021